# Kleine Schwestern vom Evangelium
Die Kleinen Schwestern vom Evangelium (französisch Petites Soeurs de l’Evangile) sind eine katholische Ordensgemeinschaft, die am 1. Dezember 1963 durch René Voillaume gegründet wurde.
Innerhalb der geistlichen Familie Charles de Foucaulds leben sie ein kontemplativ-missionarisch geprägtes Ordensleben.

## Geistliches Leben
Die Gemeinschaften der Kleinen Schwestern vom Evangelium sind berufen, sich in erster Linie der Evangelisierung der Armen, der Ausgestoßenen und am Rande Stehenden zu widmen.
Sie verkünden das Evangelium jedoch nicht allein durch Worte, sondern versuchen, es mit ihrem ganzen Leben im Teilen der Lebens- und Arbeitsbedingungen der Menschen zu bezeugen. Die Schwestern gehen einer einfachen Arbeit nach und leben in Mietwohnungen. Durch diesen Lebensstil sind sie den armen und ausgegrenzten Menschen nahe und setzen sich für deren jeweilige Bedürfnisse durch ihr soziales und pastorales Engagement ein.
Die Mitglieder leben in kleinen Gemeinschaften von jeweils drei oder vier Schwestern zusammen, die zumeist aus verschiedenen Ländern stammen.

## Verbreitung
Kleine Schwestern vom Evangelium leben in Europa, Afrika, Nord- und Lateinamerika. Sie teilen beispielsweise das Leben von Roma in Frankreich, leben am Rande von Großstädten in multikultureller Nachbarschaft, arbeiten mit Indigenen in Ecuador, Immigranten in Italien, Strafgefangenen in den Vereinigten Staaten, Pygmäen in Kamerun und der Landbevölkerung in El Salvador. In Madagaskar und Haiti sind sie an der Seite ihrer Nachbarn in Gesundheits- oder Bildungsprojekten engagiert. 
In Deutschland gibt es derzeit noch keine Gemeinschaft, jedoch gehören einige deutsche Kleine Schwestern dem Orden an.